# ブラジル中央銀行
ブラジル中央銀行（ブラジルちゅうおうぎんこう、葡: Banco Central do Brasil）は、ブラジルの中央銀行である。首都ブラジリアに本店がある。

## 概要
ブラジル中央銀行は1964年12月に、前身となる貨幣金融局（SUMOC）、ブラジル銀行（BB）および国庫から権限を譲渡されて設立された。ブラジル中央銀行の主な業務として、基本政策金利（Selic）の決定を行っている。
現在の総裁はガブリエル・ガリポロ（2025年1月1日就任）である。歴代総裁は下記の通り。
- ロベルト・カンポス・ネト（英語版） : 2019年2月 - 2024年12月
- イラン・ゴールドファイン（英語版） : 2016年6月 – 2019年2月
- アレクサンドレ・トンビニ（英語版） : 2011年1月 – 2016年6月
- エンリケ・メイレレス（英語版） : 2003年1月 – 2010年12月
- アルミニオ・フラガ（英語版） : 1999年3月 – 2003年1月
- グスタボ・フランコ（英語版） : 1997年8月 – 1999年3月